# リチャード・H・モリタ
リチャード・H・モリタ（1963年 - ）は、日本のビジネス書・自己啓発書の著作家、翻訳家、実業家、投資家。

## 来歴
本名：森田 光三郎（もりた ひかりさぶろう）。
岡山県倉敷市生まれ。広島大学附属福山中学校・高等学校卒。
1984年米国シカゴを本拠地とするコングロマリット企業マーシャル・フィールド(Marshall Field's)・グループ日本支社に入社。マーケティング部長を経て1991年に退社し株式会社PMAインターナショナル（新宿区）を設立、代表取締役となる。
主にビジネス教材の販売を手がけ年商10億円超とし1998年社名をフロンティア出版に変更。イーハトーヴ出版（港区）を吸収合併し、本格的な出版事業を展開。ビジネス書の分野ではサクセス・マガジン社(Success Magazine)と、スティーブン・コヴィーとケン・シェルトンが共同で設立し『7つの習慣』など世界的ベストセラーを生み出したエグゼクティブ・エクセレンス出版社(Executive Excellence Publishing)とライセンス契約を結び、ビル・ゲイツ、スティーブ・ジョブズといった起業家からマイケル・ジョーダン、タイガー・ウッズ、オプラ・ウィンフリーといったスポーツやエンタテイメント等各界の成功者へ、成功の秘訣をインタビューした取材記事を日本国内で翻訳出版する権利を獲得した一方、単行本の編集だけでなく、ビジネス教材も編集制作。単行本の第一弾は堀紘一氏に監訳を依頼した『セルフヘルプ　世界のビックネーム47の証言』を出版しベストセラー書とした。同シリーズ3作の編集者となる。
『セルフヘルプ』の出版後、自らビジネス・自己啓発の著者、翻訳者となり著書訳書多数（代表作の『マイ・ゴール』シリーズは15万部のセラーを記録）。また自らが出版社（版元）の代表者であり、本名：森田光三郎が書籍の巻末（奥付）に発行人として記載されるため、当時の日本の出版業界の慣習により、著書訳書はリチャード・H・モリタをペンネームとした。
2007年にはイーハトーヴ出版とフロンティア出版を合併させたイーハトーヴフロンティア（中央区）の持株を売却、事業会社の経営をやめ、上場株式、FX、不動産を軸とする投資家となる。
また社会貢献事業として日本で戦前に建てられた西洋館の保存活動をしており、兵庫県神戸市で取り壊し寸前であった築90年のウィリアム・メレル・ヴォーリズ設計の西洋住宅を2010年に取得し保存している。

## 著書

### 単著
- 『完結版 マイ・ゴール』（イーハトーヴフロンティア）ISBN 4903243184
- 『目標設定練習帳 新装改訂版』（イーハトーヴフロンティア）ISBN 4903243060
- 『新装版 マイ・ゴール　これだっ！という「目標」を見つける本』（イーハトーヴフロンティア）ISBN 4903243001
- 『アー・ユー・ハッピー?   マイ・ゴール物語』（イーハトーヴフロンティア）ISBN 4900779954
- 『リアル・サクセス　現実の成功プロセス』（イーハトーヴフロンティア）ISBN 4900779857
- 『ヒルトンの教え―ビッグに考え、ビッグに行動し、ビッグな夢を見よ!』（イーハトーヴフロンティア）ISBN 4900779946

### 訳書
- 『ビル・ゲイツ エジソン成功の共通ルール』（フロンティア出版）ISBN 4900779733
- 『ビル・ゲイツになってやる！』（フロンティア出版）ISBN 4900779334
- 『3賢者の成功哲学』（イーハトーヴフロンティア） ISBN 9784903243153